# BMW 507
BMW 507 – samochód typu roadster produkowany w latach 1955–1959 przez firmę BMW. Wyposażony był on w otwarte nadwozie. Samochód był napędzany przez silnik o pojemności 3,2 l.
Posiadał silnik V8 o pojemności 3,2 litra i mocy 150KM. Pozwalało to rozpędzić się do 100km/h w 11 sekund i osiągnąć prędkość maksymalną 215km/h. Zawieszenie złożone z podwójnych wahaczy poprzecznych z drążkami skrętnymi i stabilizatorem z przodu oraz sztywnego mostu, wahaczy wzdłużnych, poprzecznych wahaczy trójkątnych i drążków skrętnych z tyłu było w stanie upilnować moc silnika i utrzymać auto na właściwej drodze. Hamulce, początkowo bębnowe zastąpiono później na przednich kołach wydajniejszymi tarczowymi. W 1956 BMW 507 kosztował 26 500 DEM. Z wyprodukowanych 253 egzemplarzy do dziś istnieją i jeżdżą 203.

## Dane techniczne
Źródło:

### Silnik
- V8 3,2 l (3168 cm³), 2 zawory na cylinder, OHV
- Układ zasilania: gaźnik Zenith 34PAITA 2-gardzielowy
- Średnica cylindra × skok tłoka: 82 x 75 mm
- Stopień sprężania: 7,8-9:1
- Moc maksymalna: 150-165 KM (110-121 kW) przy 5000 obr./min
- Maksymalny moment obrotowy: 235 N•m przy 4000 obr./min

### Osiągi
- Przyspieszenie 0-100 km/h: 11,1 s
- Prędkość maksymalna: 220 km/h
- Średnie zużycie paliwa: b/d